# Casa Olano
La Casa Olano, també coneguda com a Casa Elcano, és un edifici situat al passeig de Gràcia, 60 de l'Eixample de Barcelona, catalogat com a bé cultural d'interès local.

## Història
Va ser projectat el 1882 pel mestre d'obres Tiberi Sabater per al navilier de Bilbao José Antonio de Olano e Iriondo, pare de José Enrique de Olano y Loyzaga, futur comte de Fígols.

## Descripció
Consta de planta baixa i quatre pisos. S'organitza al voltant d'un pati cobert i una sola escala comunitària. Els pisos resultants són molt amplis i disposen d'una il·luminació generosa tant des de les façanes principal i posterior com des del pati.
La façana té una composició d'obertures en sis eixos verticals contraposats per unes potents franges horitzontals que integren baranes, elements arquitectònics com frontons, cornises i sobretot el coronament. Té una planta baixa amb obertures identificada pels estucs que reprodueixen un encoixinat extremadament horitzontal. Sobre aquesta base i ocupant l'alçada del primer i segon pis, reposen dues tribunes profusament decorades amb estructura de columnes corínties.
La teulada és plana amb terrat del qual surt una construcció tipus àtic, prudencialment retirada de la façana. El perímetre del coronament es soluciona amb un ampit d'obra amb balustrada clàssica coronada amb gerros d'obra.
A la façana són notables les complexes balustrades dels balcons i els permòdols decorats sota les llosanes de tribunes, balcons i cornises. Artísticament cal destacar l'abarrocada estàtua del navegant Elcano, obra de Francesc Font i Pons, dins d'una fornícula al pis principal.
A l'interior de la planta baixa hi ha un local comercial amb profusió d'elements arquitectònics com arcades, pilastres, tribunes carregades de decoracions amb multitud d'influències estilístiques.
L'edifici es considera eclèctic pel tipus d'estil de les decoracions en façana i la profusió de pintures i guixos ornamentals en els sostres i interiors.